# Parasemnus regalis
Parasemnus regalis är en skalbaggsart som först beskrevs av Germain 1894.  Parasemnus regalis ingår i släktet Parasemnus och familjen långhorningar. Inga underarter finns listade i Catalogue of Life.